# Shah Shuja
Shah Shuja (persiano: میرزا شاه شجاع; Ajmer, 23 giugno 1616 – Mrauk U, 7 febbraio 1661) è stato un principe indiano, figlio dell'imperatore Moghul Shah Jahan e della sua consorte principale Mumtaz Mahal.

## Biografia
Shah Shuja nacque il 23 giugno 1616 ad Ajmer dal principe Khurram Mirza, figlio dell'imperatore Moghul Jahangir, e dalla sua consorte principale Mumtaz Mahal. Era il loro quarto figlio e il secondo maschio dopo Dara Shikoh. Shah Shuja, favorito dal nonno, alla nascita fu da questo affidato all'imperatrice Nur Jahan, sua consorte favorita nonché zia di Mumtaz Mahal. Nel 1628, suo padre salì al trono con il nome di Shah Jahan: ostile da sempre a Nur Jahan, il nuovo imperatore la esiliò e riportò Shah Shuja sotto le cure della madre.
Nel 1641, Shah Shuja fu nominato governatore del Bengala e del Bihar, e il 25 luglio 1648 gli fu assegnata anche l'Orissa. Come governatore, Shah Shuja si distinse per i suoi patrocini architettonici, fra cui spiccano il Bara Katra, il Dhanmondi Eidgah e l'Hussaini Dalan.
Nel 1657, Shah Jahan cadde ammalato, e suo figlio minore, Aurangzeb, ne approfittò per proclamarsi imperatore e dare inizio a una guerra civile contro suo fratello ed erede prescelto Dara Shikoh, che finì per coinvolgere anche i due figli rimanenti di Shah Jahan, Shah Shuja e Murad Bakhsh. Shuja fu sconfitto da Aurangzeb il 5 gennaio 1659, nella battaglia di Khajwa, e si ritirò a Tanda, per poi raggiungere Dhaka il 12 aprile 1660. Il 6 maggio s'imbarcò da Bhulua e il 12 maggio raggiunse Arakan. Mir Jumla, il generale responsabile della sconfitta di Shuja, ne prese il posto come governatore.
Shah Shuja fece un secondo tentativo dopo la sconfitta di Dara Shikoh, ma il 5 gennaio 1659 venne nuovamente sconfitto nella Battaglia di Khajwa e braccato da Mir Jumla mentre si ritirava verso il Bengala, subendo una seconda sconfitta in aprile. Rinunciando al suo ultimo tentativo di riorganizzare l'esercito a Tanda, si ritirò verso Arakan.
Il 6 aprile 1660 lasciò Tanda con la famiglia e il seguito per giungere a Dacca il 12, e il mese seguente, da Bhulua, si imbarcarono per Chittagong, e da lì presero la via terrestre per Arakan, da allora rinominata la "Strada di Shuja". Il 26 agosto giunsero nella capitale, Mrauk U, dove furono accolti da Sanda Thudhamma, che promise a Shuja di fornire navi e altre risorse per fargli raggiungere La Mecca, meta finale di Shuja, ma dopo otto mesi il gruppo era ancora bloccato a Mrauk. Sandra chiese allora una delle figlie di Shuja in matrimonio, e, rifiutato, impose ai Moghul di andarsene entro tre giorni. Shuja cercò allora di organizzare una rivolta contro Sanda, col supporto di 200 soldati e alcuni gruppi mussulmani locali, ma Sanda fu avvisato in anticipo e, malgrado Shuja incendiò la città per coprire la sua fuga, fu catturato e giustiziato insieme ai suoi uomini il 7 febbraio 1661, e le sue spoglie inviate ad Aurangzeb.
Sanda sposò poi una delle figlie di Shuja, Mah Khanum, e rinchiuse il resto della famiglia. Prima della fine dell'anno, tuttavia, sospettando una nuova congiura, decapitò i figli di Shuja e lasciò morire Mah Khanum di inedia, malgrado fosse in avanzato stato di gravidanza. Aurangzeb ne approfittò per dichiarare una guerra di rappresaglia contro Arakam e ricondurre ciò che restava della famiglia di Shuja in India, ma riuscì a catturare solo una figlia, che in seguito si lasciò morire di inedia, mentre la madre e le due sorelle, piuttosto che essere catturate, scelsero il suicidio.

## Famiglia

### Consorti
Shah Shuja aveva tre consorti note:
- Bilqis Banu Begum (morta nel 1634). Figlia di Rustam Mirza, il quale era un nipote dell'imperatore Moghul Akbar tramite suo figlio Murad. Il matrimonio, organizzato dalla sorella di Shuja, Jahanara Begum, si celebrò il 5 marzo 1633. L'anno seguente, morì dando alla luce la sua unica figlia, e venne sepolta nel Kharbuza Mahal di Burhanpur[9][10];
- Piari Banu Begum (morta nel 1661/1662). Figlia di Azam Khan, si sposarono prima del 1639. Si suicidò con due delle sue tre figlie dopo aver assistito all'esecuzione di suo marito e dei loro due figli e per evitare di essere catturata da Aurangzeb[11][12][13][14];
- Figlia di Tamsen, Raja di Kishtwar[15].

### Figli
Shah Shuja aveva almeno tre figli:
- Zainuddin Mirza (28 ottobre 1639 - 1661) - da Piari Banu Begum. Giustiziato da Sanda Thudhamma[12][13][14];
- Buland Akhtar Mirza (agosto 1645 - 1661) - con la figlia di Tamsen. Giustiziato da Sanda Thudhamma[16];
- Zainulabidin Mirza (20 dicembre 1645 - 1661) - da Piari Banu Begum. Giustiziato da Sanda Thudhamma[12][13][14].

### Figlie
Shah Shuja aveva almeno cinque figlie:
- Dilpazir Banu Begum (nata nel 1634) - da Bilquis Banu Begum. Morì bambina[10][17].
- Gulrukh Banu Begum (morta nel 1661/1662) - da Piari Banu Begum. Sposò sotto costrizione suo cugino Muhammad Sultan, figlio di Aurangzeb, ma nel 1660 riuscì a fuggire e a riunirsi alla sua famiglia. Dopo aver assistito all'esecuzione del padre e dei fratelli nel 1661, si suicidò insieme alla madre e alla sorella Roshanara per evitare di essere catturata da Aurangzeb[12][13][14];
- Roshanara Begum (morta nel 1661/1662) - da Piari Banu Begum. Si suicidò insieme alla madre e alla sorella Gulrukh dopo aver assistito all'esecuzione di suo padre e dei suoi fratelli per evitare di essere catturata da Aurangzeb[12][13][14];
- Amina Banu Begum (morta nel 1661/1662) - da Piari Banu Begum. Catturata viva dallo zio Aurangzeb, venne condotta prigioniera a corte, dove si lasciò morire di dolore e inedia[12][13][14];
- Mah Khanum (morta nel 1661/1662). Fu presa in moglie con la forza da Sanda Thudhamma, dopo che questi uccise suo padre, ma in seguito questi, sospettando una congiura contro di lui, la lasciò morire di inedia nonostante fosse incinta[18].